# Honce
Honce (hongarès: Kisgencs) és un poble i municipi d'Eslovàquia situat a la regió de Košice. La primera referència escrita de la vila data del 1318.

## Demografia
| Godina             | 1994 | 2004   | 2014   | 2024    |
| ------------------ | ---- | ------ | ------ | ------- |
| Nombre de persones | 419  | 395    | 381    | 327     |
| Diferència         |      | −5,72% | −3,54% | −14,17% |

| Godina             | 2023 | 2024   |
| ------------------ | ---- | ------ |
| Nombre de persones | 328  | 327    |
| Diferència         |      | −0,30% |